# Leon Schuster
Pour les articles homonymes, voir Schuster.
Leon Schuster, né le 21 mai 1951, est un réalisateur, acteur, humoriste et chanteur sud-africain, issu de la communauté afrikaner.

## Biographie
Diplômé de l’Université de l’État libre d'Orange, Leon Schuster a commencé sa carrière d'abord comme un chanteur de musique populaire de langue afrikaans.
Il s'est aussi fait connaitre comme interprète comique de films de caméras cachés exploités au cinéma au niveau international (série des You must be Jocking) et pour la réalisation de comédies. Il est présenté souvent comme le successeur de Jamie Uys en tant que roi du film comique en Afrique du Sud. Certains de ses films comme There's a Zulu On My Stoep (« il y a un zoulou sur ma terrasse ») sont aussi soupçonnés parfois d’une forme d’inconscient raciste. Néanmoins, les films de Schuster attirent le plus grand nombre de spectateurs sud-africains depuis le début des années 1990.

## Filmographie
| Année | Titre                           | Rôle               |
| ----- | ------------------------------- | ------------------ |
| 1986  | You Must Be Joking!             | Schucks            |
| 1987  | You Must Be Joking! Too         | Schucks            |
| 1989  | Oh Schucks...It's Schuster!     | Schucks            |
| 1990  | Oh Schucks...! Here Comes Untag | Kwagga Robertse    |
| 1991  | Sweet 'n Short                  | Sweet Coetzee      |
| 1993  | There's a Zulu On My Stoep      | Rhino Labaschagnee |
| 1997  | Panic Mechanic                  | Schucks            |
| 1999  | Millennium Menace               | Schucks            |
| 2001  | Mr Bones                        | Bones              |
| 2004  | Oh Schuks... I'm Gatvol         | Schucks            |
| 2005  | Mama Jack                       | Jack Theron Mama   |
| 2008  | Mr Bones 2: Back from the Past  | Bones              |

## Albums
- Leon Schuster
  - Artiste: Leon Schuster
  - Label: Decibel

  1. Baba Boogie
  2. Die Rugby Onthaal
  3. Daai Voel
  4. Haak Vrystaat Haak
  5. Hello Bokkie
  6. Hoppitieskoppitie Rugbybal
  7. Verkouelied
  8. Ek Is Voos
  9. Klap Klap : Die Song
  10. What A Boytjie
  11. Itsy Bitsy Teenie Wheenie Yellow Polka Dot Bikini
  12. Province !!
  13. Swem Jannie Swem
  14. Vet Let
  15. Dirty Dancing
  16. Bloekomboom Blues
  17. Briekdans
  18. Mokkiesdam Se Eerste Span
  19. Dasiefoutie
  20. She Sells Sea Shells
- Groen, Goud en White
  - Artistes: Leon Schuster, Steve Hofmeyr, Johnny Clegg, Claire Johnston, Jeff Maluleke, Zoon Stander, Pieter Smith, Patricia Lewis, Guillaume, Pieter Koen, Mandoza et Boet Pretorius Sangers
  - Label: EMI

  1. Maak Die Bulle Almal Bokke - Steve Hofmeyr
  2. My Mates Die Bokke - Leon Schuster
  3. Amajongosi - Johnny Clegg
  4. Ag Pleeze Daddy - Leon Schuster
  5. Gee My Die Bok - Leon Schuster
  6. Together As One - Claire Johnston & Jeff Maluleke
  7. Al Die Manne - Zoon Stander
  8. Kyk Ons Die Beker Saam - Pieter Smith
  9. Bokke # 1 - Leon Schuster & Patricia Lewis
  10. Bok-Da-Idi - Guillaume
  11. Die Bok Kom Weer - Steve Hofmeyr
  12. Hie Kommie Bokkie - Leon Schuster
  13. Who Let The Boks Out - Pieter Koen
  14. Rugbyonthaal - Leon Schuster
  15. Die Bloubul - Steve Hofmeyr
  16. Kies 'n Span - Zoon Stander
  17. Dink Jy Darem Nog Aan Dok - Leon Schuster
  18. Nkalakatha - Mandoza
  19. Rugby Sokkie Jol Medley - Boet Pretorius Sangers
  20. Bokke Fom Africa
- Hie' Kommie Bokke
  - Artistes: Leon Schuster, Jeremy Taylor, Don Van Tress et Chris Andrews
  - Label: EMI

  1. Hie' Kommie Bokke - Leon Schuster
  2. Ag Pleeze Daddy - Jeremy Taylor
  3. Bang Johanna - Leon Schuster
  4. Achie Breakie Ear - Don Van Tress
  5. Dink Jy Darem Nog Aan Doc - Leon Schuster
  6. Gauteng - Leon Schuster
  7. Ipi Koppie - Leon Schuster
  8. Hippo In 'N' Skrum - Leon Schuster
  9. Pretty Kabousie - Chris Andrews
  10. Gee Hom Gas - Leon Schuster
  11. Ek Soek Die Bokke - Leon Schuster
  12. Champions Unplugged - Leon Schuster
- My Mates - Die Bokke
  - Artistes: Leon Schuster, Steve Hofmeyr, David Kramer, Patricia Lewis, The Bats, Zoon Stander et PJ Powers

  1. My Mates - Die Bokke - Leon Schuster
  2. O Liewe Bobby - Steve Hofmeyr
  3. Dink Jy Darem Nog Aan Doc - Leon Schuster
  4. Hie Kommie Bokke - Leon Schuster
  5. Die Bloubul (2000 Weergawe) - Steve Hofmeyr
  6. Hak Hom Blokkies - David Kramer
  7. Bang Johanna - Leon Schuster
  8. Bring Die Bokke - Leon Schuster
  9. Royal Hotel - David Kramer
  10. Bokke No. 1 - Leon Schuster & Patricia Lewis
  11. Skeeloog Schutte - Steve Hofmeyr
  12. Die Blinne Referee - David Kramer
  13. Give Us Hope Die Bokke - Leon Schuster
  14. Groen En Goud (Vat Hom Dawie) - The Bats
  15. Al Die Manne - Zoon Stander
  16. Tjollie - Steve Hofmeyr
  17. Go In F.S. - Leon Schuster
  18. Shosholoza - PJ Powers
  19. Die Bok Kom Weer - Steve Hofmeyr
  20. Ag Pleez Daddy - Leon Schuster
  21. Bliksem - Steve Hofmeyr
  22. Brannewyn Babbelas - David Kramer
  23. Africa - Various
- Gautvol in Paradise : l'un des plus grands succès représentatifs du style de Schuster
  1. Gautengeleng
  2. Flat Wheel
  3. S.A.B.C.
  4. Ons Ly
  5. Lion King Luyt
  6. Affirmative Boula
  7. Bring Die Bokke!
  8. Gangster's Paradise
  9. Amasokka Bokke
  10. Rugby Fan
  11. Five Hundred In My Taxi
  12. Super 12 Zoo
  13. We Want A Wicket, Hansie
  14. Ek Is Baie Lief Vir Mammie
  15. Guru Tutu
  16. Take Me Home Jonty Rhodes
- Catchup Song and Every Cricket Hit
- Op Dun Eish
  - Artiste: Leon Schuster

  1. Jan Asseblief Empower My
  2. Bietjie Bietjie Lank
  3. Hie Kommie Cheetahs
  4. Bielie Van 'n Mielie
  5. Steek Hom Innie Pad
  6. Alone Again
  7. Medley
  8. Lekka By Die A.N.See
  9. Eish Part 1
  10. Eish Part 2
  11. Gee My Krag
  12. Hamba Polisiekar
  13. Vat Jou Goed En Rap
  14. Jan Pierewiet
  15. Twee Duisend En Tien
  16. My Taxi's Name Is Lucky
  17. Druk Jou Tswane In Jou Polokwane
  18. Kortbroek Kaskenades
  19. Waars Daai Manne Nou?
  20. Audio track